# Otto Preminger
Otto Ludwig Preminger, född 5 december 1905 i Wiznitz i Österrike-Ungern (Vyzhnytsia i nuvarande Ukraina), död 23 april 1986 i New York i delstaten New York, var en amerikansk filmregissör, filmproducent och skådespelare. Preminger var en mångsidig filmregissör som regisserade komedier, kriminalfilmer och västernfilmer.

## Biografi
Otto Preminger var son till Josefa Preminger, född Fraenkel, och Markus Preminger, riksåklagare i kejsardömet Österrike-Ungern. Otto och hans bror Ingo följde båda i faderns fotspår och studerade juridik. Så småningom anställdes Otto Preminger som direktör för Kaiser-Jubiläums-Theater – senare Volksoper i Wien. 1932 svarade han för regin av teaterstycket Sinnenas hus (Das Haus der Temperamente). 1933-1935 hade han tjänsten som direktör för Theater in der Josefstadt. År 1935 lämnade han, sannolikt på grund av sin judiska härkomst, Österrike och emigrerade till USA.

### I USA
I USA kom Otto Preminger att till en början medverka i ett antal teaterstycken och filmer som skådespelare. I filmerna spelade han i några fall på grund av sin tyska brytning tyska officerare (nazister). I slutet av andra världskriget övergick han mera till regi och produktion av filmer. Han gjorde filmer baserade på populära romaner och teateruppsättningar. Ofta kom han att ta upp tabubelagda ämnen som drogproblem, våldtäkt och homosexualitet. Under 1950-talet engagerade Preminger Saul Bass för att skapa vinjetter och filmaffischer, bland annat för Analys av ett mord (1959).
Otto Preminger avled 1986 av cancer och Alzheimers sjukdom.

## Filmografi i urval
| År        | Filmtitel                    | Regissör | Producent | Skådespelare |
| --------- | ---------------------------- | -------- | --------- | ------------ |
| 1931      | Die große Liebe              | Ja       | Ja        |              |
| 1942      | Mannen med sälgpiporna       | Ja       |           | Ja           |
| 1943      | Vi spioner                   |          |           | Ja           |
| 1944      | Laura                        | Ja       | Ja        |              |
| 1945      | Fallen ängel                 | Ja       | Ja        |              |
| 1947      | Hans älskarinna              | Ja       | Ja        |              |
| 1949      | Damen bedyrar                | Ja       | Ja        |              |
| 1950      | Nattens vargar               | Ja       | Ja        |              |
| 1952      | Planerat illdåd              | Ja       | Ja        |              |
| 1953      | Fångläger nr 17              |          |           | Ja           |
| 1953      | Patty                        | Ja       | Ja        |              |
| 1954      | Floden utan återvändo        | Ja       |           |              |
| 1954      | Carmen Jones                 | Ja       | Ja        |              |
| 1955      | Mannen med den gyllene armen | Ja       | Ja        |              |
| 1955      | En mans myteri               | Ja       |           |              |
| 1958      | Ett moln på min himmel       | Ja       | Ja        |              |
| 1959      | Porgy and Bess               | Ja       |           |              |
| 1959      | Analys av ett mord           | Ja       | Ja        |              |
| 1960      | Exodus                       | Ja       | Ja        |              |
| 1962      | Storm över Washington        | Ja       | Ja        |              |
| 1963      | Kardinalen                   | Ja       | Ja        |              |
| 1965      | Första segern                | Ja       | Ja        |              |
| 1965      | Bunny Lake är försvunnen     | Ja       | Ja        | Ja           |
| 1966–1968 | Läderlappen (TV-serie)       |          |           | Ja           |
| 1968      | Skidoo                       | Ja       | Ja        | Ja           |
| 1977      | Hobbit (TV-film)             |          |           | Ja           |
| 1979      | Den mänskliga faktorn        | Ja       | Ja        |              |